# بيل ماريوت
بيل ماريوت (بالإنجليزية: J. W. "Bill" Marriott, Jr.)‏ هو رائد أعمال وضابط أمريكي، ولد في 25 مارس 1932 في واشنطن العاصمة في الولايات المتحدة.

## وصلات خارجية
- بيل ماريوت على موقع إن إن دي بي (الإنجليزية)